# M. Rex
M. Rex (abreviación de Machina Rex) es una historieta publicada por Avalon Studios, una subsidiaria de Image Comics. Su publicación inició y concluyó en 1999, contando únicamente con dos números. Esta obra sirvió como inspiración para la serie animada Generador Rex.

## Información de la obra
Avalon Studios fue fundada en 1999 por el escritor de historietas filipino Whilce Portacio y el colorista estadounidense Brian Haberlin. M. Rex fue una de las primeras obras del estudio. Creada por Joe Kelly y Duncan Rouleau, contó únicamente con dos números: The Actress, The Agent, and The Apprentice y Size Matters. El primer número fue dibujado por Duncan Rouleau, entintado por Aaron Sowd y Jose Guillen, asistidos por Chauncey Pierce y Bryan Callaway, coloreado por Haberlin Studios, rotulado por Dennis Heisler y editado por Brian Holguin y Brian Haberlin. El segundo número fue entintado por JAG, Alp Altiner, Curtis Arnold y Aaron Sowd, asistidos por Bryan Callaway y Erfan Ardestani, coloreado por Haberlin Studios, rotulado por Dennis Heisler y editado por Brian Haberlin.

## Personajes
Cuatro de los personajes de la historieta fueron adaptados en Generador Rex:
- Rex se convirtió en Rex Salazar.[2]
- El Agent Six se convirtió en Agente Seis, su versión animada fue la que sufrió menos cambios con respecto a su contraparte en la historieta. Sin embargo, el Seis animado renunció a sus armas y adoptó unas espadas dobles.[3]
- Knight, que en un momento dado fue llamado «The White Knight» por Agent Six, se convirtió en Caballero Blanco.[4]
- The HaHa se convirtió en Bobo Haha.

Los siguientes tres personajes de la historieta no fueron adaptados en la serie:
- Mia Moore
- Simon Babbage
- Spilken